# Strix Saxum
Lo Strix Saxum è una struttura geologica della superficie di 101955 Bennu.